# Cathrin Böhme

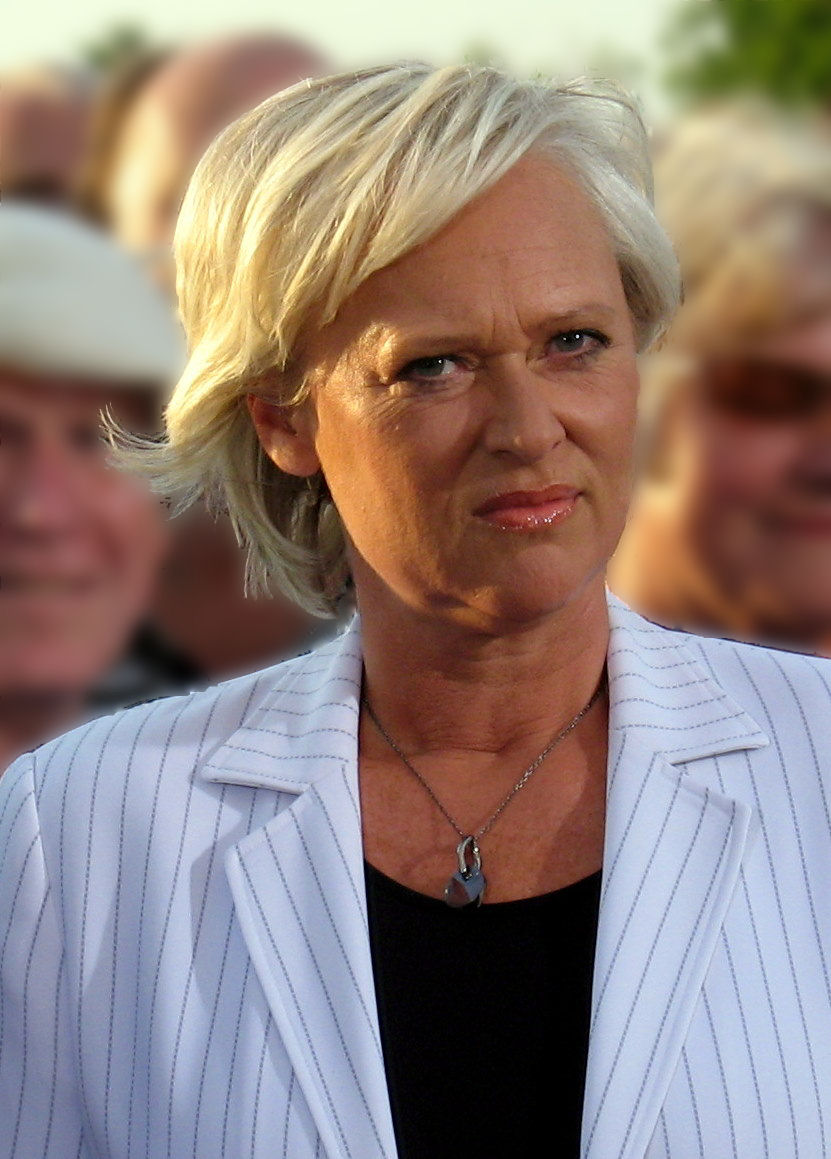
Cathrin Böhme, 2009

Cathrin Böhme (* Mai 1964 in Ost-Berlin) ist eine deutsche Journalistin und ehemalige Fernsehmoderatorin.
Böhme wuchs als Tochter der Chefansagerin des DDR-Fernsehens Erika Radtke in Ost-Berlin auf, machte 1982 ihr Abitur und studierte anschließend an der Sektion Journalistik der  Karl-Marx-Universität Leipzig. Innerhalb des Studiums absolvierte sie ein Volontariat beim DDR-Fernsehen. Später arbeitete sie beim Deutschen Fernsehfunk 2 als Programm-Moderatorin und Redakteurin. Sie war zwischen 1990 und 1991 Chefmoderatorin beim Fernseh-Landessender Brandenburg, später hieß dieser Ostdeutscher Rundfunk Brandenburg (ORB). Beim Fernsehsender moderierte sie die Sendung LSB aktuell. Nebenbei arbeitete sie zwischen 1991 und 1992 beim News Burda Verlag als Redakteurin. Danach ging sie zum RTL-Frühstücksfernsehen.
Seit 1995 arbeitet Böhme bei dem Fernsehsender Sender Freies Berlin (SFB), dem jetzigen Rundfunk Berlin-Brandenburg (RBB). Zuerst moderierte sie die Spät-Abendschau und von 1997 bis zum 2. September 2018 die Hauptausgabe der Abendschau. Nach Beendigung der Tätigkeit vor Kamera ist Böhme weiterhin für den rbb redaktionell beschäftigt.
Im Jahr 2004 spielte sie in dem Tatort Eine ehrliche Haut mit, und 2010 spielte sie in Hitchcock und Frau Wernicke eine Fernsehmoderatorin.
Böhme ist seit 1984 verheiratet. Sie hat eine Tochter und zwei Enkelsöhne.